# Montalvo (Ecuador)
Montalvo, antiguamente conocida como Sabaneta, es una ciudad ecuatoriana; cabecera del Cantón Montalvo, así como la séptima urbe más poblada de la Provincia de Los Ríos. Se localiza al centro-oriente de la región litoral del Ecuador, en la orilla derecha del río Cristal, a una altitud de 65 m s. n. m. y con un clima lluvioso tropical de 25 °C en promedio.
Se estima que tiene una población de 26 875 habitantes, lo que la convierte en la septuagésima tercera ciudad más poblada del país. Forma parte del área metropolitana de Babahoyo, pues su actividad económica, social y comercial está fuertemente ligada a Babahoyo, siendo "ciudad dormitorio" para miles de personas que se trasladan a aquella urbe por vía terrestre diariamente. El conglomerado alberga a más de 300.000 habitantes.
Sus orígenes datan de mediados del siglo XIX. Desde su parroquialización, en 1906, la localidad ha presentado un sostenido crecimiento demográfico, debido a su producción agrícola, hasta establecer un poblado urbano, que sería posteriormente, uno de los principales núcleos urbanos del sur de la provincia. Las actividades principales de la ciudad son la agricultura y la ganadería.

## Toponimia
No se tiene detalles concretos y verificables respecto al nombre de la ciudad, pero según versiones de la comisión de la Casa de la Cultura de Montalvo se conoce que su nombre fue impuesto en reconocimiento del gran poeta, estadista y filósofo Ambateño Don Juan Montalvo Fiallos.

## Elementos identitarios

### Bandera
La Bandera del Montalvo consta de dos franjas horizontales y paralelas, una azul y otro celeste. La franja azul representa su cielo diáfano, la franja celeste significa el Río Cristal, atractivo geográfico, que es orgullo de los ecuatorianos. El centro se destaca un sol radiante, símbolo de la fertilidad y la abundante riqueza natural del cantón.

### Escudo de Montalvo
Todo el cuerpo del escudo reposa sobre láminas de bronce, y de cada elemento constitutivo, se ajusta estrictamente a la heráldica.
En La Parte Superior del escudo rectangular de forma, cuyos extremos inferiores redondeados hijo, moldeadas en bronce y como coronándolo, se destaca el rostro severo y pensativo del escritor insigne Juan Montalvo, con cuyo nombre en sí designa a este cantón, a uno de los costados se encuentra sendas ramas de olivo que recuerdan las glorias del pueblo de Montalvo.
El escudo se encuentra dividido horizontalmente en dos campos. En el campo superior, y contra limpio cielo un, señal de Mejores tiempos, se destaca un sol radiante que representan la fertilidad del suelo y la abundante riqueza natural. La franja azul significa río Cristal, al que acercarse a las playas de Montalvo, representados por la franja verde, paralela, se toma más cristalina y transparente, características simbolizadas con una delgada franja blanca horizontal.
En el campo inferior las figuras heráldicas se destacan Sobre el fondo rojo. En la instancia de parte céntrica se aprecian los eslabones rotos de una cadena que significa la voluntad del pueblo de Montalvo, de destruir cualquier yugo opresor que atente contra su vocación democrática, la pluma repre el pensamiento elevado y la razón que se opone a la tiranía ya la esclavitud , las tres espadas desenvainadas simbolizan la terminación de Montalvo de recurrir a las armas, si la razón no es suficiente para detener el necio que ambicione usurpar su heredad.
El laurel representa el premio a las acciones heroicas que los hijos de Montalvo desarrollan por el bienestar de su pueblo, con dignidad, valor y activos.
En la base del escudo se destaca contra fondo negro y letras blancas de estilo romano, el glorioso nombre Montalvo.

## Historia
Antiguamente fue el recinto Sabaneta, que al dictarse la Ley de División Territorial de Colombia del 25 de junio de 1824 pasó a formar parte del cantón Babahoyo, que entonces integraba la provincia del Guayas. En 1860, al crearse la provincia de Los Ríos pasó -junto con Babahoyo- a formar parte de esa nueva jurisdicción.
En 1904 se formó un comité para lograr su parroquialización, y gracias a las gestiones realizadas por Rosendo Aguilar, Rafael Carrillo, Alfonso Sánchez, Ponciano y Miguel Flor y Antonio Rivadeneira Flor, el general Eloy Alfaro firmó el decreto correspondiente, que además le dio el nombre del célebre escritor ambateño, y que fue publicado en el Registro Oficial n.º 122 del 4 de julio de 1906.
La parroquia creció y se desarrolló hasta adquirir importancia tanto por su comercio como por su producción agrícola, es así que en el año 1979, se conforma el comité "Pro-Cantonización", cuyo presidente fue el Sr. Jaime Alvear y como Secretario el Sr. Juan Aguiar Lucio. El 21 de marzo de 1984 el Congreso Nacional aprobó el proyecto de cantonización de Montalvo, que luego de ser sancionado por el presidente de la República, Dr. Osvaldo Hurtado Larrea, fue publicado en el Registro Oficial n.º 731 del 25 del mismo mes y año. Posteriormente y con el propósito de evitar los problemas de la estación invernal, el Municipio trasladó la celebración al 17 de agosto, día en que se instaló el primer cabildo.

## Geografía

### Localización
La mayor parte de su superficie es plana, la misma que se halla limitada en la parte oriental por cordones montañosos en las cuales se encuentran las elevaciones más importantes cuyas alturas fluctúan entre los 400 y 500 metros sobre el nivel del mar, estas elevaciones se denominan Lomas Toquilla, Santa Marianita, Santa Ana (norte y sur), San Jorge y San Vicente.

### Topografía
Los suelos de Montalvo son de depósitos aluviales, profundos, arcillosos, de bacines, meandros y causes abandonados, con problemas de hidromorfía, inundados parte o todo el año. La mayoría es de llanura plana, de pendiente ligeramente ondulado de 0 a 2%, de pH ligeramente ácido en la superficie a alcalino en profundidad. Estas características se localizan en la superficies de los ríos Santa Rosa o La Mona y el río de Las Juntas, los recintos Sabaneta, Huaquillas, río Chico, río Potosí.
Suelos profundos de textura franco- arcilloso, de pH ligeramente ácidos en su superficie y alcalinos en profundidad, se localizan en los recintos 24 de mayo y Las Conchas.
En la desembocadura del río Cristal en el río Las Juntas de la hacienda de río Chico, encontramos suelos profundos de textura franco arenoso, de pH ligeramente ácido en la superficie y alcalinos en profundidad.
En la localidad de La Pradera encontramos suelos profundos, arenosos, de pH ligeramente ácido en la superficie y alcalino en profundidad.
Al norte de Montalvo y los sitios las Mercedes, Piragua, Cooperativa Cristal, río Potosí, de superficie ligera a medianamente ondulada de pendiente de 5 a 25%, sus suelos son rojizos, de textura arcillosa, profundos, de pH 5,5 - 6.5.
Al sur oeste de Montalvo encontramos suelos arenosos y pedregosos, profundos, de superficie plana con una pendiente de 5- 12%.
Por último encontramos suelos de relieve heterogéneos muy fuertes y muy disecados, con una pendiente mayor de 70%, son suelos rojizos, de textura arcillosa a arenosa, de medianamente a poco profundos, afloramiento rocosos.

### Hidrografía
Los principales ríos de la zona son Changuil y Cristal, afluentes del río Las Juntas y el río La Mona, este último conocido también con los nombres de Santa Rosa, Potosí y Tilimbela. Cada uno de los cuales construye un sistema hidrográfico alimentado por pequeños esteros.

### Clima
De acuerdo a la clasificación Kóeppen, el cantón está dentro del clima tropical monzón (AM), con un rango altitudinal desde 6 hasta 400 metros sobre el nivel del mar, con una pluviosidad anual de 1000 a 1500 mm.
El período de lluvias comprende de diciembre a mayo, y la estación seca de junio a diciembre, con lluvias inconspícuas en forma de garúa que cae en período seco.

### Flora
El bosque Tropical se ubica en la parte plana, una parte de la zona se caracteriza por los bancos que se forman a lo largo de un intricado sistema fluvial, en donde no faltan las pequeñas sabanas abiertas y las tembladeras, que inundan durante el invierno en forma notable, como acontece en la unión del río Santa Rosa y el río Las Juntas, desembocadura del río Sabaneta en el río Santa Rosa y el río Las Juntas, en los recintos Tres Marías y Maritza.
El promedio anual de precipitación fluctúa entre 1000 y 2000 m.m al año, mientras su temperatura oscila entre los 24 y 25 grados centígrados, prevalece un régimen climático típicamente monzónico, o sea donde hay un solo período de sequía más o menos largo, y una apreciable sobrante de lluvias durante el invierno se pierde por escurrimiento, lo que condiciona el uso de la tierra y las labores culturales de los cultivos. La estación seca se extiende desde de junio a julio a noviembre o diciembre, la lluvia comienza en enero o diciembre y termina en mayo junio o julio.
El bosque húmedo premontano se localiza en la parte oriental del cantón, con precipitaciones promedias anuales entre 1500 y 2000 mm., como consecuencia del régimen de lluvias, el número de días fisiológicamente secos, apenas llega a 22.
Climáticamente, el bosque húmedo premontano, tiende a ser una anomalía altitudinal del bosque seco tropical, especialmente en lo que concierne a las estaciones meteorológicas.
Los principales ríos de la zona son Changuil y Cristal, afluentes del río Las Juntas y el río La Mona, este último conocido también con los nombres de Santa Rosa, Potosí y Telimbela. Cada uno de los cuales construye un sistema hidrográfico alimentado por pequeños esteros.

## Política
Territorialmente, la ciudad de Montalvo está organizada en una sola parroquia urbana, mientras que existe una parroquia rural con la que complementa el aérea total del Cantón Montalvo. El término "parroquia" es usado en el Ecuador para referirse a territorios dentro de la división administrativa municipal.
La ciudad de y el cantón Montalvo, al igual que las demás localidades ecuatorianas, se rige por una municipalidad según lo previsto en la Constitución de la República. El Gobierno Autónomo Descentralizado Municipal de Montalvo, es una entidad de gobierno seccional que administra el cantón de forma autónoma al gobierno central. La municipalidad está organizada por la separación de poderes de carácter ejecutivo representado por el alcalde, y otro de carácter legislativo conformado por los miembros del concejo cantonal.
La Municipalidad de Montalvo, se rige principalmente sobre la base de lo estipulado en los artículos 253 y 264 de la Constitución Política de la República y en la Ley de Régimen Municipal en sus artículos 1 y 16, que establece la autonomía funcional, económica y administrativa de la Entidad.

### Alcaldía
El poder ejecutivo de la ciudad es desempeñado por un ciudadano con título de Alcalde del Cantón Montalvo, el cual es elegido por sufragio directo en una sola vuelta electoral, sin fórmulas o binomios en las elecciones municipales. El vicealcalde no es elegido de la misma manera, ya que una vez instalado el Concejo Cantonal se elegirá entre los ediles un encargado para aquel cargo. El alcalde y el vicealcalde duran cuatro años en sus funciones, y en el caso del alcalde, tiene la opción de reelección inmediata o sucesiva. El alcalde es el máximo representante de la municipalidad y tiene voto dirimente en el concejo cantonal, mientras que el vicealcalde realiza las funciones del alcalde de modo suplente mientras no pueda ejercer sus funciones el alcalde titular.
El alcalde cuenta con su propio gabinete de administración municipal mediante múltiples direcciones de nivel de asesoría, de apoyo y operativo. Los encargados de aquellas direcciones municipales son designados por el propio alcalde. Actualmente, el Alcalde de Montalvo es 	Eduardo Troncoso, elegido para el periodo 2023 - 2027.

### Concejo cantonal
El poder legislativo de la ciudad es ejercido por el Concejo Cantonal de Montalvo el cual es un pequeño parlamento unicameral que se constituye al igual que en los demás cantones mediante la disposición del artículo 253 de la Constitución Política Nacional. De acuerdo a lo establecido en la ley, la cantidad de miembros del concejo representa proporcionalmente a la población del cantón.
Montalvo posee cinco concejales, los cuales son elegidos mediante sufragio (Sistema D'Hondt) y duran en sus funciones cuatro años pudiendo ser reelegidos indefinidamente. De los cinco ediles, cuatro representan a la población urbana mientras que uno representa a la parroquia rural. El alcalde y el vicealcalde presiden el concejo en sus sesiones. Al recién instalarse el concejo cantonal por primera vez los miembros eligen de entre ellos un designado para el cargo de vicealcalde de la ciudad.

## Transporte
El transporte público es el principal medio transporte de los habitantes de la ciudad, tiene un servicio de bus público en expansión. El sistema de bus no es amplio y está conformado por pocas empresas de transporte. La tarifa del sistema de bus es de 0,30 USD, con descuento del 50% a grupos prioritarios (menores de edad, adultos mayores, discapacitados, entre otros). Además existen los buses interparroquiales e intercantonales para el transporte a localidades cercanas.
Buena parte de las calles de la ciudad están asfaltadas o adoquinadas, aunque algunas están desgastadas y el resto de calles son lastradas, principalmente en los barrios nuevos que se expanden en la periferia de la urbe.

### Avenidas importantes
- 25 de abril
- Antonia de la Bastida
- Guaranda
- Babahoyo
- 10 de Agosto

## Educación
La ciudad cuenta con regular infraestructura para la educación. La educación pública en la ciudad, al igual que en el resto del país, es gratuita hasta la universidad (tercer nivel) de acuerdo a lo estipulado en el artículo 348 y ratificado en los artículos 356 y 357 de la Constitución Nacional. La ciudad está dentro del régimen Costa por lo que sus clases inician los primeros días de mayo y luego de 200 días de clases se terminan en el mes de marzo. La infraestructura educacional presentan anualmente problemas debido a sus inicios de clases justo después del invierno, ya que las lluvias por lo general destruyen varias partes de los plantes educativos en parte debido a la mala calidad de materiales de construcción, especialmente a nivel marginal.

## Medios de comunicación
La ciudad posee una red de comunicación en continuo desarrollo y modernización. En la ciudad se dispone de varios medios de comunicación como prensa escrita, radio, televisión, telefonía, Internet y mensajería postal. En algunas comunidades rurales existen telefonía e Internet satelitales.
- Telefonía: Si bien la telefonía fija se mantiene aún con un crecimiento periódico, esta ha sido desplazada muy notablemente por la telefonía celular, tanto por la enorme cobertura que ofrece y la fácil accesibilidad. Existen 3 operadoras de telefonía fija, CNT (pública), TVCABLE y Claro (privadas) y cuatro operadoras de telefonía celular, Movistar, Claro y Tuenti (privadas) y CNT (pública).

- Radio: Dentro de esta lista se menciona una gran cantidad de sistemas radiales de transmisión nacional y local e incluso de provincias vecinas.

- Medios televisivos: La mayoría son nacionales, aunque se ha incluido canales locales recientemente.

## Deporte
La Liga Deportiva Cantonal de Montalvo es el organismo rector del deporte en todo el Cantón Montalvo y por ende en la urbe se ejerce su autoridad de control. El deporte más popular en la ciudad, al igual que en todo el país, es el fútbol, siendo el deporte con mayor convocatoria. Actualmente, no existe ningún equipo montalvino activo en la Asociación de Fútbol Profesional de Los Ríos, que participe en el Campeonato Provincial de Segunda Categoría de Los Ríos. Al ser una localidad pequeña en la época de las fundaciones de los grandes equipos del país, Montalvo carece de un equipo simbólico de la ciudad, por lo que sus habitantes son aficionados en su mayoría de los clubes guayaquileños: Barcelona Sporting Club y Club Sport Emelec.